# Programma Max Weber
Il Programma Max Weber (MWP) è una borsa di studio del Ministero della Scienza e delle Arti della Baviera a sostegno di studenti particolarmente talentuosi. 
I borsisti ricevono un'indennità scolastica di 1.290 euro a semestre, oltre a un sostegno finanziario per soggiorni all'estero e a un tutoraggio professionale e personale. Inoltre, ai borsisti viene offerta la possibilità di partecipare a numerosi eventi, come corsi accademici estivi, conferenze ed escursioni accademiche. La maggior parte degli eventi per i borsisti della Fondazione accademica nazionale tedesca sono aperti anche ai borsisti dell'MWP. 
L'MWP è una borsa di studio statale, ma non fa parte delle 13 organizzazioni per la promozione degli studenti dotati. Ogni anno, 200 diplomati possono essere ammessi all'MWP tramite l'esame presso il rappresentante ministeriale e altri 200 studenti nell'ambito del processo di selezione universitaria. L'MWP è organizzato dalla Fondazione di studio del popolo tedesco per conto del Ministero della Scienza e delle Arti dello Stato bavarese.